# Astragalus longilobus
Astragalus longilobus är en ärtväxtart som beskrevs av E.Peter. Astragalus longilobus ingår i släktet vedlar, och familjen ärtväxter. Inga underarter finns listade i Catalogue of Life.